# جزیره کونوس
جزیره کونوس (انگلیسی: Konus Island) یک جزیره در سرزمین کامچاتکای کشور روسیه است.